# Società Sportiva Barletta 1974-1975
Questa pagina raccoglie le informazioni riguardanti la Società Sportiva Barletta nelle competizioni ufficiali della stagione 1974-1975.

## Rosa
| N. |                   | Ruolo | Calciatore             |
| -- | ----------------- | ----- | ---------------------- |
|    | Italia (bandiera) | A     | Claudio Bianco         |
|    | Italia (bandiera) | C     | Michele Binetti        |
|    | Italia (bandiera) | P     | Giuseppe Cafaro        |
|    | Italia (bandiera) | C     | Ruggero Cannito        |
|    | Italia (bandiera) | A     | Claudio Capogna        |
|    | Italia (bandiera) | C     | Paolo Cariati          |
|    | Italia (bandiera) | C     | Giangiacomo De Fiorido |
|    | Italia (bandiera) | D     | Antonio De Gennaro     |
|    | Italia (bandiera) | D     | Pantaleo De Gennaro    |
|    | Italia (bandiera) | C     | Giovanni De Pasquale   |
|    | Italia (bandiera) | A     | Vincenzo Del Pelo      |
|    | Italia (bandiera) | D     | Emanuele Di Benedetto  |

| N. |                   | Ruolo | Calciatore         |
| -- | ----------------- | ----- | ------------------ |
|    | Italia (bandiera) |       | Di Malta           |
|    | Italia (bandiera) | P     | Carmine Di Paola   |
|    | Italia (bandiera) | A     | Teodoro Esposito   |
|    | Italia (bandiera) | D     | Giorgio Giannini   |
|    | Italia (bandiera) | C     | Vito Iosche        |
|    | Italia (bandiera) | D     | Giovanni Mariani   |
|    | Italia (bandiera) | A     | Antonio Mastrullo  |
|    | Italia (bandiera) | D     | Michele Merafina   |
|    | Italia (bandiera) | D     | Angelo Milillo     |
|    | Italia (bandiera) | C     | Romolo Pellegrini  |
|    | Italia (bandiera) | C     | Stefano Pellegrini |
|    | Italia (bandiera) | P     | Mario Rama         |